# Kovalivka, Șîșakî
Kovalivka (în ucraineană Ковалівка) este o comună în raionul Șîșakî, regiunea Poltava, Ucraina, formată numai din satul de reședință.

## Demografie
Componența lingvistică a comunei Kovalivka
     Ucraineană (94,86%)
     Rusă (4,92%)
     Alte limbi (0,11%)
Conform recensământului din 2001, majoritatea populației comunei Kovalivka era vorbitoare de ucraineană (94,86%), existând în minoritate și vorbitori de rusă (4,92%).